# Lean Management
Der Begriff Lean Management (in deutschen Übersetzungen auch schlankes Management) bezeichnet die Gesamtheit der Denkprinzipien, Methoden und Verfahrensweisen zur effizienten Gestaltung der gesamten Wertschöpfungskette industrieller Güter.

## Begriff
Anfang der 1990er-Jahre erschien ein Buch mit dem Titel „Die zweite Revolution in der Autoindustrie“. Die Autoren James P. Womack, Daniel T. Jones und Daniel Roos hatten als Wissenschaftler des Massachusetts Institute of Technology fünf Jahre lang im Rahmen des International Motor Vehicle Program (IMVP) die Unterschiede in den Entwicklungs- und Produktionsbedingungen der Automobilindustrie untersucht. Dabei wurden die Prinzipien eines in Hinblick auf Effizienz und Qualität überlegenen Entwicklungs- und Produktionssystems herausgearbeitet und als Schlanke Produktion (Lean Production) bezeichnet. Weltweiter Benchmark für Schlanke Produktion war und ist das „Toyota-Produktionssystem“.
Im Kern ist Lean Production ein Ansatz, der weniger auf technische Ablaufautomation abhebt als vielmehr die Prinzipien einer schlanken Organisation betont.
Das Buch und die in ihm vermittelten Produktionsprinzipien erzeugten weltweit eine starke Resonanz – insbesondere in der Automobilindustrie und bei ihren Zulieferern.
Im Verlauf der weiteren Adaption und Verallgemeinerung der Prinzipien der schlanken Produktion über die Grenzen der Automobilindustrie hinweg wurde der Begriff Lean Management von Werner Pfeiffer und Enno Weiß geprägt, ohne dass substanziell etwas anderes als Lean Production beschrieben wurde.
Aus dieser Begriffstransformation ging im Weiteren eine Bedeutungsverschiebung hervor. Stand ursprünglich die Produktion im Fokus des Interesses, war mit der folgenden Adaption durch Manager und Unternehmensberater eine Führungsphilosophie „Lean Management“ entstanden. In Folge wurde zuweilen sehr beliebig mit dem Attribut „Lean“ operiert, so dass die ursprünglichen Prinzipien häufig kaum noch erkennbar waren. Generell lässt sich heute sagen, dass Lean Management ein Führungs- und Organisationskonzept ist, das sich komplementär zur Lean Production verhält, in Erweiterung jedoch darauf abzielt, nicht nur in der Produktion, sondern in allen Bereichen jede Form von Verschwendung, Fehlern und unnötigen Kosten zu vermeiden, bei gleichzeitigem Streben nach bestmöglicher Qualität.

## Geschichte
Entstanden sind die Methoden des Lean Managements seit Mitte des 20. Jahrhunderts bei dem japanischen Automobilhersteller Toyota, dem es auf diese Weise gelungen ist, stabile Prozessorganisationen zu gestalten, die Grundlage des erreichten Qualitätsniveaus seiner Produkte sind. Beschrieben wurden die Methoden zuerst in den Büchern von James P. Womack und Daniel T. Jones („The Machine That Changed The World“, „Lean Thinking“), am Beispiel von Toyota, aber auch anderer Unternehmen. Womack und Jones haben auch den Begriff „Lean Thinking“ geprägt, der in der deutschen Übersetzung („lean“ = „schlank“) häufig missverstanden wird.
Lean Management wird inzwischen weltweit in nahezu allen Branchen erfolgreich angewendet und beschränkt sich nicht mehr nur auf fertigende Prozesse (Lean Production), sondern bezieht auch andere Geschäftsbereiche ein, wie etwa die Instandhaltung (Lean Maintenance) oder die Geschäftsprozesse (Lean Administration) zum Beispiel bei der Erstellung von Dienstleistungen oder als unterstützende Prozesse zum Beispiel bei der Auftragsabwicklung. Viele namhafte Unternehmen haben Lean Projekte und Produktionssysteme eingerichtet, die das Toyota Production System zum Vorbild haben. Auch in Deutschland ist seit einigen Jahren wieder vermehrtes Interesse an Lean Management zu beobachten, das auch in der Forschung zum Thema wurde.

## Kernidee
Lean Management bedeutet „Werte ohne Verschwendung schaffen“. Ziel ist es, alle Aktivitäten, die für die Wertschöpfung notwendig sind, optimal aufeinander abzustimmen und überflüssige Tätigkeiten (Verschwendung, japanisch „muda“) zu vermeiden. Dazu gilt es, das bestehende System aus zwei Perspektiven zu überprüfen und zu verbessern: aus der Sicht des Kunden, dessen Wünsche nach Verfügbarkeit, Individualität, Qualität und Preisgestaltung (Business on Demand) es möglichst optimal zu erfüllen gilt, und aus der Sicht des Unternehmens selbst, das profitabel funktionieren und seine Wettbewerbsfähigkeit verbessern muss.
Ergebnis sind Prozesse mit einer hohen Kundenorientierung, da die gezielte und flexible Erfüllung des Kundenwunsches Grundlage für wirtschaftliches Arbeiten und eine hohe Effizienz ist. Genaue Prozessdefinitionen und Schnittstellenbeschreibungen, klare Verantwortlichkeiten, frühes Reagieren auf Fehler und einfache Organisationsmethoden führen zu stabilen Prozessen, aus denen qualitativ hochwertige Produkte entstehen.

### Zehn Gestaltungsansätze für Lean Management
In der Fachliteratur finden sich mehr oder weniger lange Listen, die mit unterschiedlicher Gewichtung wiederkehrende Punkte auflisten, welche zu Lean führen sollen. Exemplarisch wird nachfolgend eine Liste von Graf-Götz und Glatz gezeigt:
1. Ausrichtung aller Tätigkeiten auf den Kunden (Kundenorientierung)
2. Konzentration auf die eigenen Stärken
3. Optimierung von Geschäftsprozessen
4. Ständige Verbesserung der Qualität (Kontinuierlicher Verbesserungsprozess, KVP)
5. Interne Kundenorientierung als Unternehmensleitbild
6. Eigenverantwortung, Empowerment und Teamarbeit
7. Dezentrale, kundenorientierte Strukturen
8. Führen ist Service am Mitarbeiter
9. Offene Informations- und Feedback-Prozesse
10. Einstellungs- und Kulturwandel im Unternehmen (Kaikaku).

### Spezifische Anwendungsformen des Lean Management
Lean Management ist ein sehr umfassender Ansatz und wird mittlerweile in vielfältigen Bereichen unter spezifischen Gesichtspunkten diskutiert und praktiziert:
- Lean Thinking Grund-Prinzipien
- Lean Leadership – strategische Unternehmensführung, Führung
- Lean Development – Produktentwicklung, Forschung & Entwicklung
- Lean Production – Herstellung und Fertigung
- Lean Construction – Bauplanung und -ausführung
- Lean Healthcare – Krankenhausmanagement, Gesundheitswesen
- Lean Supply Chain – Logistik, Wertschöpfungsmanagement
- Lean Administration – Auftragsabwicklung und administrative Prozesse
- Lean & Green Management – Nachhaltigkeit und Ressourceneffizienz
- Lean Laboratory – Optimierung von Qualitätskontroll- sowie Forschungs- und Entwicklungslaboren.
- Lean Startup – Aufbau eines neuen Unternehmens

## Prinzipien
Die Basis von Lean Management-Aktivitäten sind nach Womack und Jones die fünf Kernprinzipien, die die Leitlinien für die Überprüfung des bestehenden Systems bilden:

### Den Wert aus Sicht des Kunden definieren
Den Wert aus Sicht des Kunden definieren heißt, genau zu prüfen, was produziert werden soll, und die Produkte exakt auf die Bedürfnisse des Kunden abzustimmen. Dies ist ein wichtiger erster Schritt bei allen Lean Überlegungen. Der Kunde soll zur richtigen Zeit am für ihn richtigen Ort das auf seine Bedürfnisse zugeschnittene Produkt in der bestmöglichen Qualität zu adäquaten Preisen bekommen.

### Den Wertstrom identifizieren
Den Wertstrom identifizieren, bedeutet die detaillierte Betrachtung der Prozesse, die für die Erstellung der Leistungen vom Rohmaterial bis zum Kunden notwendig sind. Der sogenannte Wertstrom beschreibt alle Aktivitäten, die zur Herstellung des Produktes oder der Dienstleistung erforderlich sind. Die Konzentration auf diese wertschöpfenden Prozesse vermeidet Verschwendung und unterstützt die Ausrichtung auf die Kundenbedürfnisse. Wenn man weiß, wie der Wertstrom durch das Unternehmen läuft und wer daran beteiligt ist, kann man das gesamte Produktionssystem auf diesen Wertstrom ausrichten, um ihn optimal zu unterstützen und alle Ressourcen effizient auszunutzen.

### Das Fluss-Prinzip umsetzen
Eines der wichtigsten Gestaltungsprinzipien des Lean Managements ist der kontinuierliche und geglättete Ablauf der Produktion, das Fluss-Prinzip. In vielen Organisationen wird in den Abteilungsgrenzen optimiert, werden Linien und Zellen mit höchster Produktivität gefahren, doch führt diese funktionsorientierte Denkweise nicht unbedingt zum Optimum. Schaut man aus der Produktsicht auf den Produktionsprozess, stellt man die vielen Stopps in Form von Zwischenlagern und Pufferbeständen fest. Aus dem Blickwinkel des Lean Managements sind hier vielfach erhebliche Verbesserungspotenziale verborgen, die auch eine große Auswirkung auf die Effizienz des gesamten Wertstroms haben. Wenn es gelingt, Engpässe zu beseitigen, die Produktion zu harmonisieren und auf den Wertstrom auszurichten und möglichst kleine Lose kontinuierlich fließen zu lassen, dann ist eine wesentliche Voraussetzung dafür geschaffen, die Fertigung flexibel, auftragsbezogen und effizient zu steuern.

### Das Pull-Prinzip einführen
In vielen Unternehmen wird nach der Maßgabe der maximalen Maschinenauslastung produziert. Doch wenn das Unternehmen auf den Kunden ausgerichtet ist und der Wertstrom nach dem Fluss-Prinzip organisiert wird, muss erst dann produziert werden, wenn der Kunde bestellt oder die Bestände ein Minimum erreicht haben. Diese Bestellpunkte bilden dann den Anstoß für die Produktion. Beim Pull-Prinzip (→ Kanban) zieht man (engl. to pull) vom Kunden aus gesehen die Produkte durch die Produktion, anstatt sie durch Planungsvorgaben in die Produktion zu drücken („push“). So ist auch ohne Terminjägerei und Überstunden eine 100-prozentige Liefertreue erreichbar. Es entfällt zudem nicht nur die Lagerung von Teilprodukten und Fertigwaren und der damit verbundene Such- und Transportaufwand, sondern häufig kann die Fertigung auch personell entlastet werden.

### Perfektion anstreben
Perfektion kann man nicht erreichen, sondern nur anstreben. Stillstand bedeutet Rückschritt. Da sich die Rahmenbedingungen laufend wandeln und auch schlechte Gewohnheiten schnell wieder einspielen, ist es wichtig, in einem Lean Production System für kontinuierliche Verbesserung zu sorgen. Der sogenannte Kontinuierliche Verbesserungsprozess (KVP) oder Punkt-Kaizen sind Methoden, mit denen die Mitarbeiter fortlaufend dazu aufgefordert werden, die Abläufe zu hinterfragen und Ideen einzubringen. Denn sie haben ihre Arbeitsplätze und die alltäglichen Prozesse in der Werkshalle am besten im Blick.

## Methoden
Lean geht über punktuelle Ansätze hinaus und betrachtet das Gesamtsystem, das idealerweise ganzheitlich so gestaltet wird, dass die Wünsche des externen oder internen Kunden effizient und „ohne Verschwendung“ bedient werden können. Indem der Fokus auf den Wertstrom und dessen Optimierung gerichtet wird, entsteht als Resultat ein ganzheitliches Produktionssystem. Um dieses Ziel zu erreichen, setzt Lean Management auf der Prozessebene an. Mit Hilfe von speziellen Analysemethoden werden die komplexen Zusammenhänge transparent dargestellt, um so den Blick auf Potenziale und Unwirtschaftlichkeiten frei zu machen.

### Wertstromanalyse
Kernmethode ist die Wertstromanalyse, mit der die involvierten Prozesse mit festgelegten Symbolen schematisch dargestellt werden. Das Bild des Ist-Zustandes, das dabei entsteht, macht die einzelnen Prozesse transparent und zeigt den Gesamtzusammenhang des Produktionsablaufes übersichtlich auf, der so nicht selten für viele Beteiligte erstmals sichtbar wird. So werden die häufig versteckten Unwirtschaftlichkeiten erkennbar, zum Beispiel Bestände, Nacharbeiten aufgrund mangelnder Qualität, unnötige Wege aufgrund falscher Layoutplanung oder Verschwendung durch Aktivitäten, die keinen Beitrag zur Wertschöpfung leisten.

### Weitere Methoden
Um die identifizierten Verbesserungspotenziale zu nutzen, werden gezielt Maßnahmen entwickelt. Dafür stehen eine Reihe einfacher Methoden zur Verfügung, z. B. das Kanban-System, der Einzelstückfluss (one-piece-flow), die Rüstzeitreduzierung.
Zudem setzt das Lean Management-Konzept in hohem Maß auf Visualisierung, um den Mitarbeitern die Anwendung der Methoden zu erleichtern.

### Kennzahlsysteme
Messbar werden die erreichten Fortschritte mit einem Kennzahlensystem, das zum Beispiel die Gesamtanlageneffektivität (GEFF, englisch Overall Equipment Effectiveness oder OEE), Bestände, Durchlaufzeit, Verrichtungszeit, Arbeitszeit, Anzahl der Mitarbeiter umfasst.

### Einbeziehung der Mitarbeiter
Die frühzeitige Einbeziehung der Mitarbeiter in die Konzeption und Umsetzung der Maßnahmen sowie ihre Sensibilisierung für Fehler und Verschwendung ist ein wichtiges Element von Lean Projekten. So wird nicht nur für Motivation der Mitarbeiter gesorgt, sondern auch deren Know-how genutzt.

## Implementationsbarrieren des Lean Management
Von Eckardstein und seine Koautoren nennen die folgenden Punkte als Hindernisse zur Einführung von Lean Management Strategien.
- Traditionelle Denk- und Arbeitsstrukturen
- Mangelhafte Kenntnisse und eingeschränktes Verständnis von LM
- Mangelnde Unterstützung durch das Top-Management
- Schablonenhafte Konzeptgestaltung
- Zu hohe Geschwindigkeit bei der Einführung
- Starke Opposition im mittleren Management
- Mangelnde Teamfähigkeit
- Rollenprobleme der Führungskräfte
- Beschränktes Verständnis für Prozessdenken, Kundennähe und ein falsches Qualitätsverständnis

## Übertragbarkeit
Der Trend der vergangenen Jahre hat gezeigt, dass das Lean-Konzept weder automobilbranchen- noch produktionsspezifisch ist. Viele Unternehmen auch anderer Branchen haben damit begonnen, den Optimierungsansatz weiterzuentwickeln, bspw. zum Lean Service Management hin. Auch von Lean Engineering, Lean Construction, Lean Selling, Lean Mining, Lean Administration, Lean Office, Lean Government, Lean Healthcare, Lean Medicine, Lean Laboratory oder Lean Hospital wird heute gesprochen.
Auch im Bereich von Nachhaltigkeit und Ressourceneffizienz entdecken viele Unternehmen, dass Lean Prinzipien als Teil des Lean & Green Management Ansatz dabei helfen Nachhaltigkeitsstrategien operativ wirksam umzusetzen.

## Kritik
Kritisch gegen das Konzept wird u. a. eingewandt:
- Das Konzept sei entgegen seinem Anspruch außerhalb der Massenproduktion nur schwer umzusetzen.[7] Aber auch das Gegenteil wird gelegentlich postuliert: Lean Production tauge nur für die Auftragsfertigung.
- Lean Management sei so, wie es vor allem in den USA umgesetzt werde, ein neo-tayloristisches Konzept.[8]
- Die Koordinationsleistung werde aufgrund des Wegfalls mittlerer Führungsebenen nicht verbessert, sondern eher verschlechtert. Der Abbau von Slack, d. h. von Puffern und Redundanzen v. a. in der Fertigung führe zur extremen Engkopplung des Systems und damit zur Störanfälligkeit.[9]
- Es sei kein Platz mehr für eine stressfreie Vorentwicklung von Produktinnovationen, wie sie früher z. B. für den deutschen Maschinenbau typisch war.[10] Lean Engineering oder Simultaneous Engineering als eine Form der Umsetzung des Lean Management in der Konstruktion funktioniere wegen der stark steigenden Planungskomplexität bei Weitem nicht immer zuverlässig,[11] was sich in Qualitätsproblemen vor allem der Investitionsgüterindustrie ausdrücke.
- Generell ließen sich wissensintensive Prozesse nicht als eine Art leaner Montagelinie organisieren.[12]
- Bestimmte Praktiken des Lean Management seien kulturspezifisch und erschwerten die Übertragbarkeit des Konzepts. Die Erfolge der japanischen Autoindustrie z. B. seien eine Folge der Angepasstheit ihrer Mitarbeiter und nicht der zum Einsatz gelangenden Managementkonzepte. Die Angestelltenapparate japanischer Unternehmen seien alles andere als lean.[13]
- Mitarbeiter würden durch hohen Prozessdruck und Arbeitseinsatzflexibilität überfordert.